# Kletnia (kolonia w województwie łódzkim)
Kletnia – kolonia w Polsce położona w województwie łódzkim, w powiecie radomszczańskim, w gminie Gomunice.
W latach 1975–1998 miejscowość należała administracyjnie do województwa piotrkowskiego.